# 13. јун
13. јун (13.6) је 164. дан године по грегоријанском календару (165. у преступној години). До краја године има још 201 дана.

## Догађаји
- 1381 — Под вођством Вота Тајлера, у енглеским покрајинама Кент, Норфок, Сафок и Кембриџшир почео сељачки устанак против феудалаца, изазван високим порезима.
- 1839 — Српски кнез Милош Обреновић је абдицирао у корист сина Милана и напустио Србију.
- 1876 — Српско учено друштво за првог женског члана изабрало сликарку Катарину Ивановић.
- 1886 — Под мистериозним околностима утопио се баварски краљ Лудвиг II, три дана пошто је проглашен умоболним и свргнут са престола. Под његовим покровитељством Рихард Вагнер у Минхену радио на реформи музике и драме и извео своје чувене музичке драме „Тристан и Изолда“ и „Нирнбешки мајстори певачи“.
- 1900 — У Кини је почео Боксерски устанак, побуна сељака и градске сиротиње против страног капитала и домаћих феудалаца. Устанак у септембру 1901. угушиле европске силе, Јапан и САД.
- 1917 — Четрнаест немачких бомбардера типа „Гота“ у Првом светском рату бомбардовали Лондон. Погинуле 162 особе. Пре тога напади на британску престоницу вршени из цепелина.
- 1920 — Убијен је Есад-паша Топтани, један од водећих албанских политичара на почетку 20. века.
- 1943 — Командант Треће дивизије НОВЈ Сава Ковачевић погинуо предводећи јуриш на утврђене немачке положаје при покушају пробијања обруча код места Крекови 5 километара западно од Сутјеске.
- 1944 — Немачке снаге су покренуле контранапад на америчке снаге код Карантана.
- 1944 — Немачке снаге су зауставиле напредовање Британаца у бици код Вијер-Бокажа. У једној од најуспешнијих акција малих јединица током рата, СС-хаупштурмфирер Михаел Витман је извршио јуриш на британску колону и раздвојио је на делове, након чега је са кратког одстојања уништио велики број британских возила крећући се паралелно са британском колоном у правцу ка граду
- 1944 — Прве немачке ракете V-1 испаљене у Другом светском рату на јужну Енглеску.
- 1952 — Совјетски авиони су оборили изнад Балтичког мора шведски војни авион Даглас DC-3 који је био на обавештајној мисији.
- 1953 — Државним ударом у Колумбији на власт дошао Густав Ројас Пиниља, који је диктаторски владао до 1957, када је у Колумбији враћен демократски режим.
- 1956 — Последњи британски војници напустили базу код Суецког канала, којим је Велика Британија управљала 74 године. Управу над Каналом преузео Египат.
- 1983 — Амерички васионски брод „Пионир 10“ прошао кроз орбиту Нептуна. То је била прва летелица са Земље која је изашла ван Сунчевог система.
- 1990 —
  - Због неуспелог почетка разговора власти и опозиције у Србији, 8. јуна, у Београду на Тргу Републике одржан први протестни митинг опозиције против власти Слободана Милошевића.
  - У Букурешту погинуле четири, повређено око 200 особа, када је полиција покушала да сузбије протесте студената који су се сместили у шаторе у центру града.
- 1992 — У организацији Удружења композитора у Пионирском парку у Београду, испред зграде Председништва Србије, одржан „Митинг клечања“, у знак протеста против ратне политике председника Србије Слободана Милошевића.
- 1994 — Северна Кореја саопштила да се повлачи из Агенције Уједињених нација за атомску енергију и да више неће дозволити долазак њених инспектора у земљу.
- 2000 — У Пјонгјангу почео историјски самит две Кореје на којем су председници јужне и северне Кореје Ким Дае Џунг и Ким Џонг Ил водили разговоре о помирењу две државе. Лидери две Кореје састали се први пут после распада јединствене земље 1948.
- 2002 — На првим слободним изборима у историји Авганистана за председника државе изабран Хамид Карзаи.
- 2003 —
  - У Београду ухапшен официр ЈНА, пуковник Веселин Шљиванчанин, и изручен Хашком трибуналу, пред којим је крајем 1995. оптужен за злочине на пољопривредном добру „Овчара“ код Вуковара у Хрватској, 1991.
  - У Бриселу усвојен нацрт Устава Европске уније, 46 година после потписивања Римског споразума, односно оснивања Уније.

## Рођења
- 1865 — Вилијам Батлер Јејтс, ирски песник и драматург. (прем. 1939)[1]
- 1873 — Антун Густав Матош, хрватски песник, новелиста, фељтониста, есејиста и путописац. (прем. 1914)[2]
- 1888 — Фернандо Песоа, португалски песник, писац, књижевни критичар, преводилац и филозоф. (прем. 1935)[3]
- 1897 — Паво Нурми, фински атлетичар (тркач на дуге стазе). (прем. 1973)[4]
- 1915 — Дон Баџ, амерички тенисер. (прем. 2000)[5]
- 1918 — Бен Џонсон, амерички глумац, каскадер и такмичар у родеу. (прем. 1996)[6]
- 1933 — Драгомир Бојанић Гидра, српски глумац. (прем. 1993)[7]
- 1942 — Сека Саблић, српска глумица.[8]
- 1943 — Душко Локин, хрватски певач.
- 1943 — Малком Макдауел, енглески глумац.[9]
- 1947 — Жељко Франуловић, хрватски тенисер и тениски тренер.
- 1950 — Катица Жели, српска глумица.[10]
- 1950 — Раде Марјановић, српски глумац.[11]
- 1950 — Радомир Михаиловић Точак, српски музичар, најпознатији као гитариста и оснивач групе Смак.
- 1951 — Стелан Скарсгорд, шведски глумац.[12]
- 1953 — Тим Ален, амерички глумац и комичар.[13]
- 1959 — Бојко Борисов, бугарски политичар, премијер Бугарске у три наврата.[14]
- 1964 — Шарунас Марчуљонис, литвански кошаркаш.[15]
- 1974 — Душан Петковић, српски фудбалер.[16]
- 1980 — Хуан Карлос Наваро, шпански кошаркаш.[17]
- 1980 — Сара Конор, немачка музичарка.[18]
- 1980 — Флоран Малуда, француски фудбалер.[19]
- 1981 — Крис Еванс, амерички глумац.[20]
- 1983 — Dub FX, аустралијски музичар и улични извођач.
- 1983 — Ребека Линарес, шпанска порнографска глумица.[21]
- 1985 — Лела Стар, кубанска порнографска глумица.[22]
- 1986 — Кет Денингс, америчка глумица.[23]
- 1986 — Ешли Олсен, америчка глумица, продуценткиња и модна дизајнерка.[24]
- 1986 — Мери-Кејт Олсен, америчка глумица, продуценткиња и модна дизајнерка.[25]
- 1987 — Џон Брајант, амерички кошаркаш.[26]
- 1987 — Милош Терзић, српски одбојкаш.
- 1990 — Арон Џонсон, енглески глумац и сценариста.[27]
- 1993 — Милан Јевтовић, српски фудбалер.[28]
- 1996 — Кингсле Коман, француски фудбалер.[29]

## Смрти
- 323. п. н. е. — Александар Македонски, краљ античке Македоније и један од највећих освајача у историји. (рођ. 356. п. н. е.)
- 1231 — Свети Антун Падовански, католички свештеник и фратар фрањевачког реда (рођ. 1195)[30]
- 1886 — Лудвиг II, баварски краљ.[31]
- 1920 — Есад-паша Топтани, албански политичар.[32]
- 1943 — Коста Рацин, македонски књижевник.[33]
- 1943 — Сава Ковачевић учесник Народноослободилачке борбе и народни херој Југославије.
- 1965 — Мартин Бубер, јеврејски филозоф и теолог.[34]
- 1982 — Халид ибн Абдулазиз, краљ Саудијске Арабије.
- 1986 — Бени Гудмен, амерички кларинетиста.[35]
- 2014 — Ђула Грошич, је био мађарски фудбалер и репрезентативни голман. (рођ. 1926)[36]

## Празници и дани сећања
- Српска православна црква слави:
  - Светог апостола Јерму
  - Светог мученика Ермију
  - Светог мученика Философа
- Римокатоличка црква слави:
  - Светог Антуна Падованског[37]
- Међународни дан свести о албинизму